# Lista de espécies de Panaeolus
A seguinte lista trata de todas as 98 espécies catalogadas do gênero Panaeolus:
- Panaeolus acidus
- Panaeolus acuminatus
- Panaeolus affinis
- Panaeolus africanus, psicoativo
- Panaeolus albellus
- Panaeolus albidocinereus
- Panaeolus albovelutinus
- Panaeolus alcis
- Panaeolus alveolatus
- Panaeolus annulatus
- Panaeolus anomalus
- Panaeolus antillarum
- Panaeolus atomatus
- Panaeolus atrobalteatus
- Panaeolus bernicis
- Panaeolus bisporus, psicoativo
- Panaeolus bolombensis
- Panaeolus bubalorum

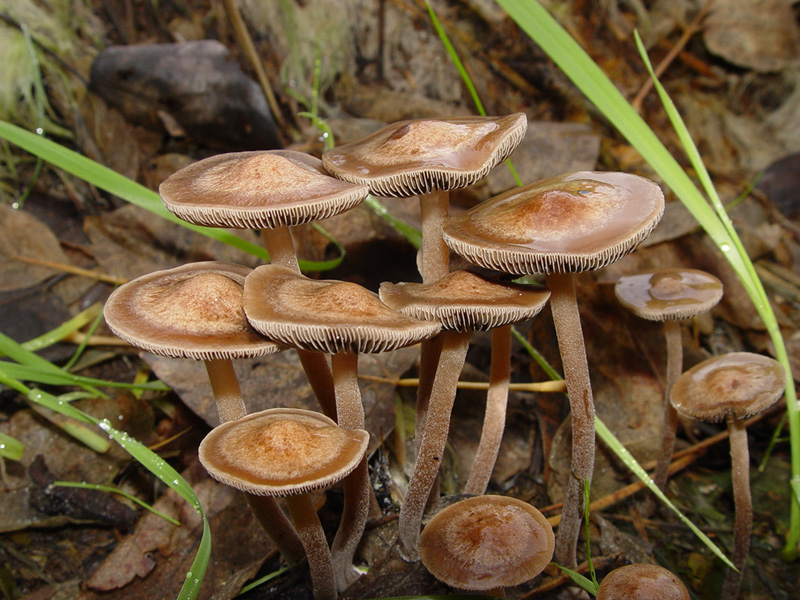
Panaeolus cinctulus

- Panaeolus cambodginiensis, psicoativo
- Panaeolus campanulatus (nome científico da espéciePanaeolus papilionaceus)
- Panaeolus campanuloides
- Panaeolus castaneifolius (nome científico da espécie Panaeolus olivaceus), psicoativo
- Panaeolus cinctulus (Bolton) Britzelm., psicoativo
- Panaeolus chlorocystis
- Panaeolus cinereofuscus
- Panaeolus clelandii
- Panaeolus conicodiffractus
- Panaeolus convexulus
- Panaeolus cyanescens, psicoativo
- Panaeolus deviellus
- Panaeolus diffractus
- Panaeolus digressus
- Panaeolus eburneus
- Panaeolus epimyces
- Panaeolus expromptus
- Panaeolus exsignatus
- Panaeolus fimbriatus
- Panaeolus fimicola, compostos psicoativos em pequenas quantidades
- Panaeolus fimicoloides
- Panaeolus fimiputris
- Panaeolus foenisecii
- Panaeolus fontinalis
- Panaeolus fraxinophilus
- Panaeolus georgii
- Panaeolus gomphodes
- Panaeolus goossensiae
- Panaeolus griseofibrillosus
- Panaeolus guttulatus
- Panaeolus hippophilus
- Panaeolus hygrophanus
- Panaeolus hypomelas
- Panaeolus incanus
- Panaeolus indicus
- Panaeolus intermedius
- Panaeolus lentisporus
- Panaeolus lerchenfeldii
- Panaeolus leucophanes
- Panaeolus lignicola
- Panaeolus linnaeanus
- Panaeolus longiguus
- Panaeolus microsporus Ola'h & Cailleux, psicoativo
- Panaeolus moellerianus Singer, psicoativo
- Panaeolus niveus
- Panaeolus obtusisporus
- Panaeolus olivaceofuscus
- Panaeolus olivaceus F.H. Møller, psicoativo
- Panaeolus ovatus
- Panaeolus paludosus
- Panaeolus panaiensis
- Panaeolus papilionaceus
  - Panaeolus papilionaceus var. papilionaceus (Bull.) Quél., psicoativo
- Panaeolus pseudopapilionaceus
- Panaeolus pumilus
- Panaeolus pusillus
- Panaeolus queletii
- Panaeolus refellens
- Panaeolus regis
- Panaeolus remotus
- Panaeolus remyi
- Panaeolus reticulatus
- Panaeolus retirugis, (Fr.) Quél. (nome científico da espécie Panaeolus papilionaceus)
- Panaeolus rubricaulis
- Panaeolus rufus
- Panaeolus semiglobatus
- Panaeolus semilanceatus
- Panaeolus semiovatus
  - Panaeolus semiovatus var. phalaenarum
  - Panaeolus semiovatus var. semiovatus
- P. sepulchralis
- P. solidipes
- P. sphinctrinus (nome científico da espécie Panaeolus papilionaceus)
- P. squamulosus
- Panaeolus subbalteatus (=Panaeolus cinctulus), psicoativo
- P. subditus
- P. subfirmus
- P. teutonicus
- P. texensis
- P. tirunelveliensis
- P. tropicalis, psicoativo
- P. uliginicola
- P. uliginosus
- P. variabilis
- P. venenosus
- P. venezolanus
- P. westii